# Vắc-xin BCG
Vắc xin BCG (Bacillus Calmette–Guérin) là loại vắc-xin chủ yếu được dùng để phòng bệnh lao (TB). Ở những quốc gia có tỷ lệ mắc bệnh lao hoặc bệnh phong phổ biến, một liều được khuyến cáo cho trẻ khỏe mạnh càng gần thời điểm sinh càng tốt. Ở những khu vực mà bệnh lao không phổ biến, chỉ những trẻ có nguy cơ cao thường mới được chủng ngừa, trong khi các trường hợp nghi ngờ bệnh lao được kiểm tra và điều trị riêng lẻ. Người lớn không bị bệnh lao và chưa được chủng ngừa trước đây nhưng thường xuyên tiếp xúc với các yếu tố phơi nhiễm cũng nên được chủng ngừa. BCG cũng có một số hiệu quả ngăn ngừa nhiễm loét Buruli và vi khuẩn lao không điển hình khác. Ngoài ra vắc-xin đôi khi được sử dụng như là một phần của điều trị ung thư bàng quang.
Tỷ lệ bảo vệ chống nhiễm trùng lao rất rộng và bảo vệ kéo dài đến hai mươi năm. Ở trẻ em, BCG ngăn ngừa khoảng 20% bị nhiễm và trong số những người bị nhiễm bệnh, BCG bảo vệ một nửa khỏi phát triển thành bệnh. Vắc xin được tiêm trong da. Liều bổ sung chưa được chứng minh.
Rất hiếm xảy ra phản ứng phụ nghiêm trọng. Thường chỉ bị đỏ, sưng và đau nhẹ tại chỗ tiêm. Một vết loét nhỏ có thể hình thành một vết sẹo sau khi lành. Ở những người có chức năng miễn dịch kém, tác dụng phụ thường gặp và nặng hơn.  Không an toàn khi sử dụng BCG trong khi mang thai. Vắc-xin lúc đầu được phát triển từ Mycobacterium bovis thường thấy ở bò, và đã được làm giảm độc lực nhưng vẫn còn sống.
Vắc-xin BCG lần đầu tiên được sử dụng y tế vào năm 1921. BCG nằm trong Danh sách các loại thuốc thiết yếu của Tổ chức Y tế Thế giớ, các loại thuốc hiệu quả và an toàn nhất cần thiết trong hệ thống y tế. Giữa năm 2011 và 2014 giá thị trường một liều vắc-xin từ 0,16 đô la đến 1,11 đô la Mỹ ở các nước đang phát triển. Tại Hoa Kỳ, chi phí đó là từ 100 đến 200 đô la Mỹ. Tính đến năm 2004, vắc-xin được cung cấp cho khoảng 100 triệu trẻ em mỗi năm trên toàn thế giới.